# Bazylika San Gaudenzio
Bazylika San Gaudenzio (pol. bazylika św. Gaudentego) – rzymskokatolicki kościół w Novarze. Jest kościołem parafialnym w parafii pod tym samym wezwaniem, należącej do dekanatu Novara w diecezji Novara. Jest najwyższym kościołem we Włoszech. Nosi zwyczajowy tytuł bazyliki mniejszej.

## Historia

### Rozbiórka pierwotnej bazyliki
W 1525 roku Novara znalazła się pod rządami hiszpańskimi. W 1545 roku król Karol V postanowił ufortyfikować miasto, aby przekształcić je w twierdzę na wypadek natarcia Francuzów. Zasady sztuki obronnej wymagały stworzenia wolnej przestrzeni dla prowadzenia ostrzału armatniego. W tym celu należało wyburzyć zewnętrzne osady i kościoły. Ze względu na znaczne koszty, których wymagały takie prace oraz trudności gospodarcze, z jakimi zmagał się Karol V, pierwsze prace nad jego projektem rozpoczęły się dopiero w 1552 roku. Jako pierwsza została zburzona osada San Gaudenzio, w obrębie której znajdowała się średniowieczna bazylika pod tym samym wezwaniem (pochodząca sprzed 1000 roku). W bazylice, według tradycji, pochowano ciało św. Gaudentego.

### Budowa nowej bazyliki

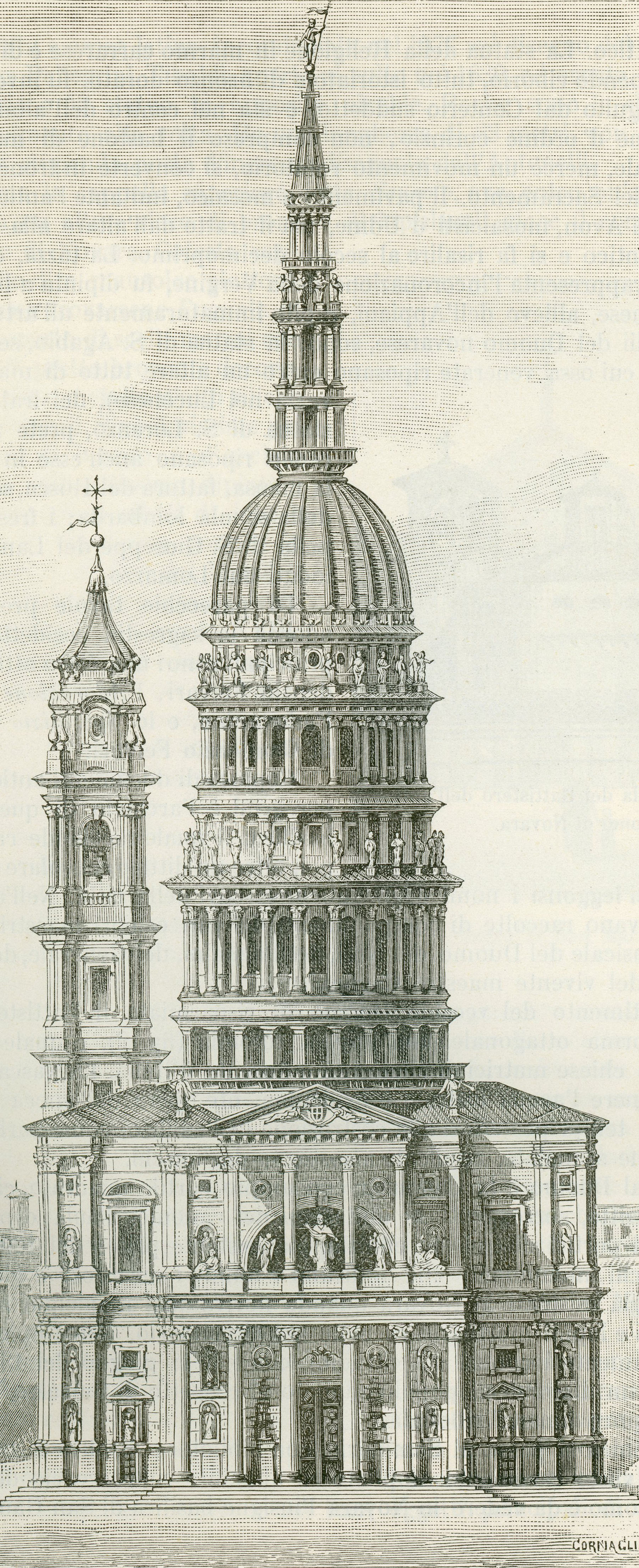
Odbitka ksylograficzna bazyliki San Gaudenzio (1890)

Po wyburzeniu w 1553 roku bazyliki San Gaudenzio, władze zdecydowały odbudować ją wewnątrz miasta, w jego najwyższym punkcie. Na wskazanym miejscu stał kościół San Vincenzo, który postanowiono rozebrać, aby zrobić miejsce dla nowego kościoła. Pozostawiono jedynie kaplicę San Giorgio, w której tymczasowo umieszczono relikwie św. Gaudentego. Życzeniem mieszkańców miasta było zbudowanie nowego, wystawnego i kosztownego kościoła. W tym celu założono w 1552 roku kościelne przedsiębiorstwo budowlane, Fabbrica Lapidea (istniejące do dziś), które miało nadzorować budowę. Wykonanie projektu powierzono architektowi i malarzowi Pellegrinowi Tibaldiemu, powiązanemu z Karolem Boromeuszem, dzięki któremu otrzymywał ważne zlecenia w rejonie Mediolanu. Kościół zbudowany został w latach 1577–1590, jako jednonawowy budynek na planie krzyża łacińskiego. W 1590 roku kościół uroczyście konsekrował biskup Speciano. Budynek był jednak nadal daleki od ukończenia, a prace budowlane z uwagi stale rosnące trudności gospodarcze uległy znacznemu spowolnieniu. Kościół został zasadniczo ukończony dopiero w 1659 roku; brakowało jedynie pomieszczenia do przechowywania relikwii św. Gaudentego. W latach 1674–1710 zbudowano pod prawym transeptem niewielką kryptę (tzw. scurolo), umieszczając w niej dużą trumnę z marmurów i brązów, w której złożono wykonaną ze srebra i kryształu urnę ze szczątkami świętego. Uroczyste przeniesienie relikwii odbyło się w 1711 roku, po wielkiej procesji ulicami miasta. W 1725 roku ukończono ołtarz główny, przykryty baldachimem i udekorowany brązowymi panelami autorstwa Carlo Beretty, przedstawiającymi epizody z życia świętego. Wysoką na 92 m kampanilę zbudował Benedetto Alfieri w 1786 roku.

### Budowa kopuły
Kopułę zbudował  Alessandro Antonelli w latach 1841–1887. Pierwszy projekt architekt sporządził w 1841 roku, ale prace budowlane rozpoczęto dopiero po 3 latach. Wzniesiono wówczas podstawę całej konstrukcji, po czym prace przerwano, między innymi z powodu walk o Zjednoczenie Włoch. W 1855 roku Antonelli zaprezentował drugi projekt, w którym dodał okrągłą kondygnację, otwierającą się na zewnątrz kolumnadą. Dodanie kondygnacji miało na celu poprawienie widoku kopuły z zewnątrz. W ostatnim projekcie Antonelli dodał jeszcze jedną kondygnację. Brakowało jedynie iglicy, którą zbudowano dopiero w latach 1876–1878. 16 maja 1878 roku na jej szczycie zamontowano odlany z brązu, pozłacany, wysoki na blisko 5 m posąg Chrystusa Zbawiciela, autorstwa Pietra Zucchiego. Prace budowlane zostały ukończone w 1887 roku. Konstrukcję poświęcił biskup Novary w dzień patrona bazyliki. Kopuła jest własnością miasta, co potwierdza umieszczony na jej frontonie herb z napisem: Civitatis Novariae. Kopuła jest konstrukcją murowaną, o wysokości 121 m. (nie licząc posągu Chrystusa Zbawiciela). Wznosi się na 4 łukach, wspartych na filarach, usytuowanych na planie kwadratu. Do jej budowy zużyto 2046 m³ cegieł. Waży 5572 tony, nie licząc łuków nośnych. Stanowi znaczące dzieło w historii światowej architektury, będąc jedną z najbardziej śmiałych konstrukcji murowanych, jakie kiedykolwiek wzniesiono. Stała się przedmiotem dumy mieszkańców Novary, którzy wybrali ją jako symbol swego miasta.
W latach 30. XX wieku pojawił się problem stabilności kopuły. Okazało się konieczne zamknięcie bazyliki, aby umożliwić wzmocnienie konstrukcji kopuły żelbetem. W 1948 roku ponownie otwarto bazylikę. Zainaugurowano wówczas monumentalne organy, usytuowane po lewej stronie prezbiterium. Po prawej stronie, znajdują się jeszcze inne, mniejsze organy, dzieło Serassiego, budowniczego organów z Bergamo.

## Wnętrze

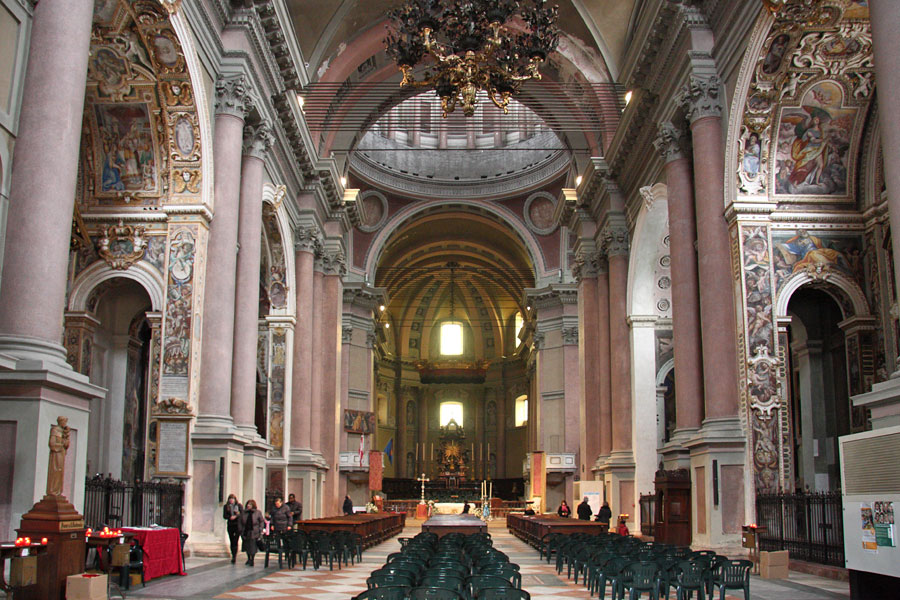
Nawa z przylegającymi do niej kaplicami

### Kaplice
Wnętrze bazyliki stanowi jedyna nawa, do której przylega sześć kaplic:
- kaplicę Dobrej Śmierci (cappella della Buona Morte), pierwszą po prawej stronie, zdobią freski pędzla Morazzone i obraz Moncalva[5],
- kaplicę Obrzezania (capella della Circoncisione), drugą po prawej stronie, wypełnia płótno Fiammenghino[5],
- w kaplicy Krucyfiksu (cappella del Crocifisso), trzeciej po prawej stronie, dominuje krucyfiks, przypisywany Gaudenziowi Ferrariemu[5],
- kaplicę Anioła Stróża (cappella dell'Angelo Custode), pierwszą po lewej stronie, zdobią freski Tanzia da Varallo z 1629 roku, przedstawiające: świętych patronów rodu Nazari, sceny biblijne oraz Raj i Czyściec. Inspiracją do powstania tych fresków, jak również obrazu Bitwa Sennacheryba, była przypuszczalnie sztuka Europy Środkowej[7]; obraz w ołtarzu głównym namalował Giacinto Brandi[5],
- w kaplicy Narodzenia (cappella della Natività), drugiej po lewej stronie, znajduje się poliptyk pędzla Gaudenzia Ferrariego, zrealizowany około 1514 roku i należący do pierwotnego kościoła San Vincenzo. Poszczególne panele poliptyku przedstawiają, w górnej części: Boże Narodzenie, flankowane Zwiastowaniem Pannie Maryi oraz w dolnej: Madonnę z Dzieciątkiem, św. Rochem, św. Iwonem i biskupami Gaudentym i Ambrożym flankowane obrazami Świętych Piotra i Jana Chrzciciela i Świętych Pawła i Agabiusza. Rama poliptyku wykonana została zgodnie z kanonami renesansowymi[7],
- w kaplicy Matki Bożej Loretańskiej (cappella della alla Vergine di Loreto), trzeciej po lewej stronie, znajduje się ołtarz, poświęcony patronce kaplicy, ozdobiony freskiem pędzla Legnanina[5].

### Transept
W prawym transepcie znajduje się krypta ze szczątkami patrona bazyliki, udostępniana w dniach jego święta. W lewym transepcie poświęconym Sant'Adalgisio, znajduje się odrestaurowany ołtarz Pelagia Pelagiego. W głębi, naprzeciwko posągu św. Gaudentego, znajdują się doczesne szczątki biskupa St. Adalgisia z VIII wieku, a w jej pobliżu – posąg Chrystusa Zbawiciela. Wykonany w ubiegłym wieku, znajdował się pierwotnie na szczycie wieży, wieńczącej kopułę. Przez lata ulegał stopniowej korozji, więc zastąpiono go wierną kopią, wykonaną z włókna szklanego.

### Prezbiterium
Ołtarz główny został konsekrowany w 1725 roku przez biskupa Giberta Borromea. W ołtarzu znajdują się doczesne szczątki św. Anterosa, papieża z III wieku, sprowadzone do Novary za czasów biskupa Bascapè. Ołtarz jest bogato udekorowany płaskorzeźbami z brązu, przedstawiającymi sceny z życia św. Gaudentego, autorstwa Carla Beretty.

#### Organy

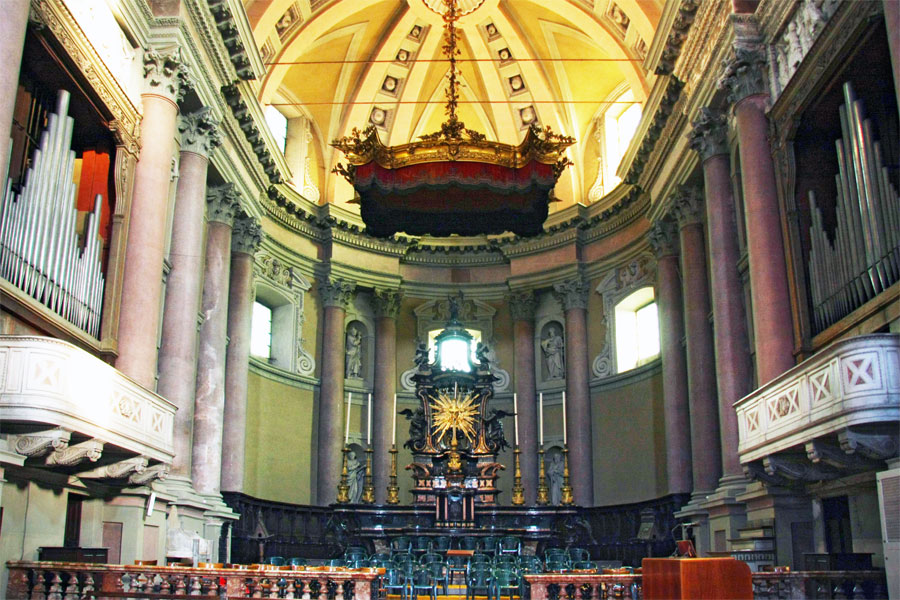
Prezbiterium, flankowane organami

Już w XVII wieku w ówczesnej kaplicy Najświętszego Sakramentu znajdowały się organy-pozytyw. Instrument ten kilkakrotnie powiększano, umieszczając go ostatecznie z lewej strony ołtarza głównego. Kolejne, większe organy zbudowali w XIX wieku bracia Serassi z Bergamo. Ich instrument, ukończony w 1829 roku, składał się z około 2700 piszczałek, pogrupowanych w 50 głosów. W 1831 roku Serassi zbudowali jeszcze jedne organy mechaniczne, o mniejszych wymiarach, umieszczone na prawo od ołtarza. Oba instrumenty zostały usunięte w trakcie budowy kopuły i przywrócone tymczasowo w 1888 roku. Na początku XX wieku, w związku z reformą cecyliańską, postanowiono przebudować główne organy, powierzając to zadanie organmistrzowi Alessandrowi Mentastiemu, który w tym czasie ukończył wielkie organy dla miejscowej katedry. Podczas prac nad wzmocnieniem kopuły (1937–1947) organy te usunięto, a po wojnie postanowiono zbudować nowe organy. Projekt wykonał Ulisse Matthey, a budowę zrealizowała firma Mascioni z Cuvio. Zachowane zostały pierwotne, mniejsze organy braci Serassi, wyremontowane swego czasu przez Mentastiego.

### Zakrystia
Zakrystię, po lewej stronie prezbiterium, udekorowano obrazami pędzla Fiammenghina, przedstawiającymi sceny z życia św. Gaudentego z Novary.

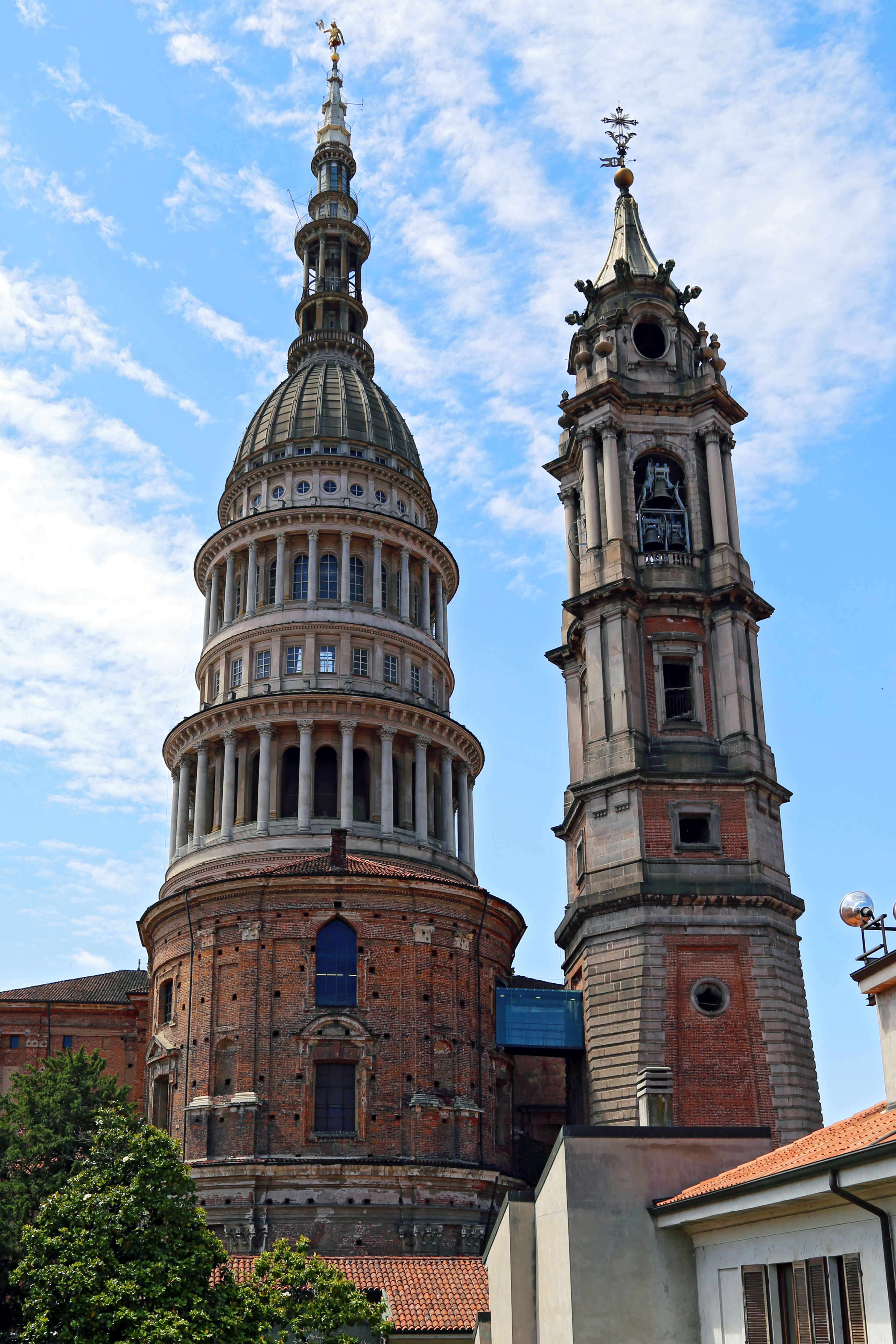
Kampanila i kopuła bazyliki
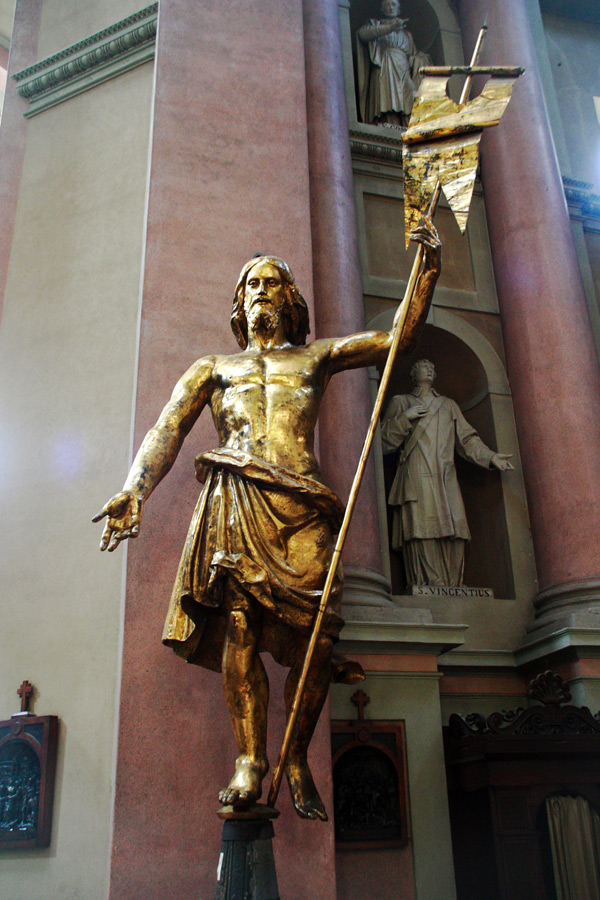
Posąg Chrystusa Zbawiciela, wieńczący pierwotnie kopułę
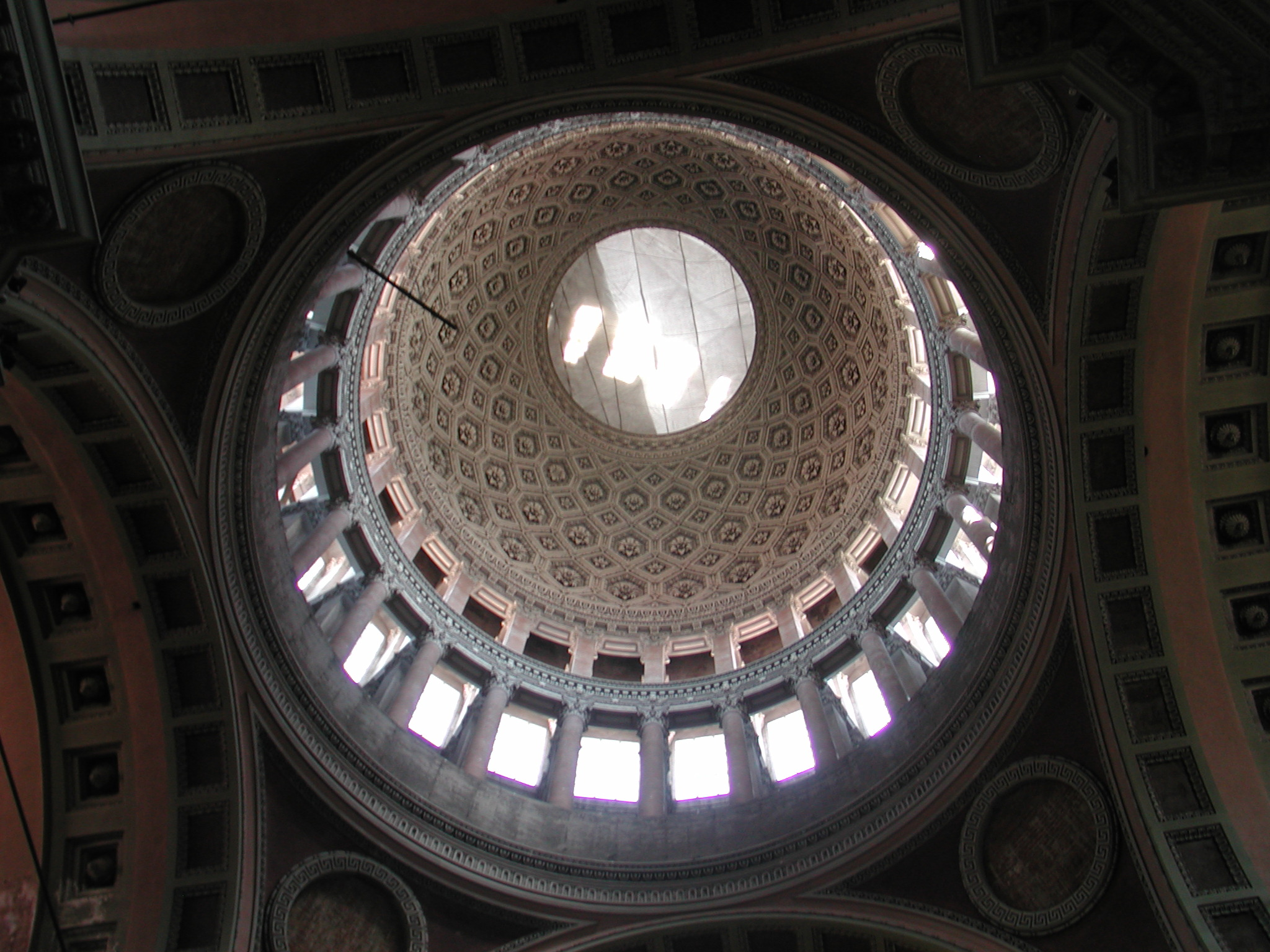
Wnętrze kopuły
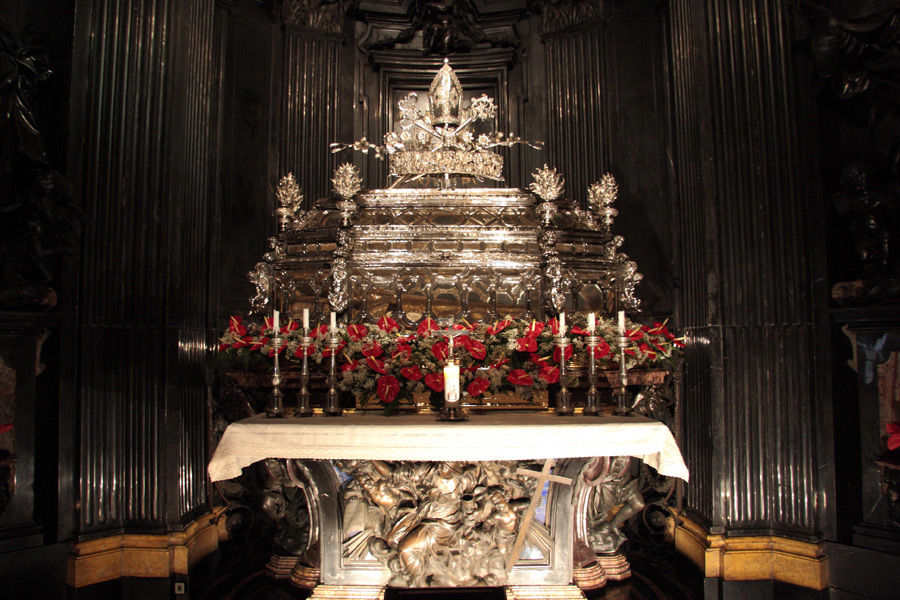
Urna z prochami św. Gaudentego
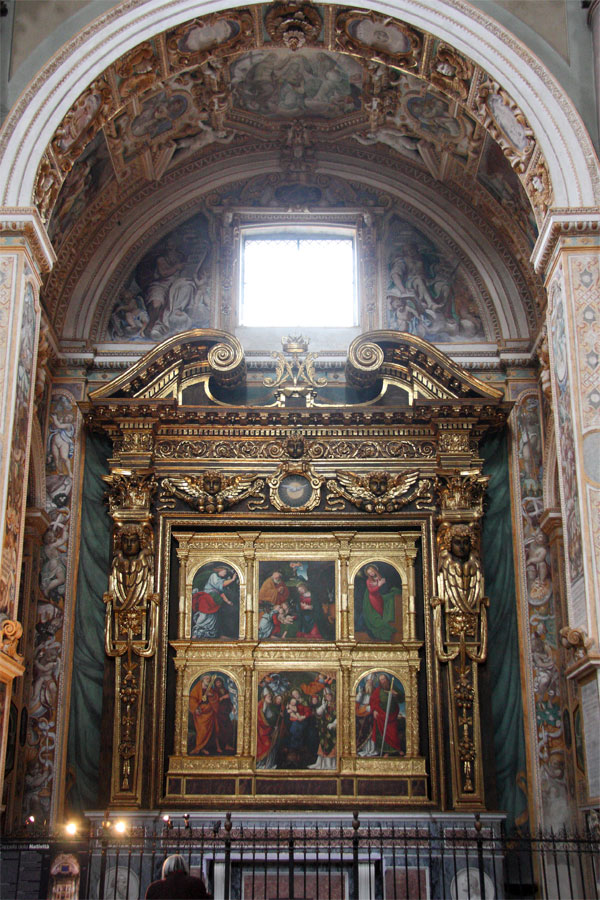
Kaplica Bożego Narodzenia z poliptykiem Gaudenzia Ferrariego

## Nabożeństwo ku czci św. Gaudentego z Novary
Co roku celebrowane jest nabożeństwo ku czci św. Gaudentego z Novary. uroczystości rozpoczynają się 21 stycznia w ceremonią otwarcia krypty, natomiast 22 stycznia, w dzień jego wspomnienia, organizowana jest procesja ulicami i placami miasta, łączącymi katedrę z bazyliką. Podczas oktawy św. Gaudentego krypta z jego relikwiami nawiedzana jest przez większe niż zazwyczaj rzesze wiernych.
W 2018 roku, z okazji 1600. rocznicy śmierci patrona bazyliki, biskup Novary proklamował rok gaudencjanski, zaś władze miasta w dniach 12–31 stycznia zorganizowały okolicznościowe koncerty, wystawy, spotkania i inne imprezy kulturalne.